# Mixeophanes
Mixeophanes là một chi bướm đêm thuộc họ Geometridae.